# Ueli Steck
Ueli Steck (phát âm tiếng Đức: [yːli ʃtɛk], ra đời vào ngày 4 tháng 10 năm 1976 - mất vào ngày 30 tháng 4 năm 2017) là một vận động viên leo leo núi người Thuỵ Sĩ. Ông là người đầu tiên chinh phục được dãy núi Annapurna một mình từ con dốc South Face và đã thiết lập kỷ lục về tốc độ trên ba con dốc North Face trên dãy Alps. Steck giành được hai giải thưởng Piolet d'Or vào năm 2009 và năm 2014.
Tuy ông đã chinh phục được dãy Everest trước đó, Steck lại gặp tai nạn trong khi đang leo núi mà không cần bình dưỡng khí từ con dốc Hormbein bên sườn Tây của dãy Everest và qua đời vào ngày 30 tháng 4 năm 2017.

## Nghề nghiệp
Ở tuổi 17, Steck đạt được thứ hạng độ khó thứ 9 (UIAA) trong bộ môn leo núi. Khi ông được 18 tuổi, ông leo lên cánh sườn phía Bắc của Eiger và điểm Bonatti ở dãy núi Mont Blanc. Tháng 6 năm 2004, anh và Stephan Siegrist leo lên Eiger, Mönch và Jungfrau trong vòng 25 giờ. Một thành công khác là cái gọi là Khumbu – Express Expedition vào năm 2005, trong đó tạp chí leo núi Climb đặt tên cho anh ta là một trong ba nhà leo núi tốt nhất ở châu Âu. Dự án bao gồm lần leo lên đầu tiên của bức tường phía bắc Cholatse (6.440 mét) và bức tường phía Đông của Taboche (6.505 mét). Steck lập kỷ lục tốc độ đầu tiên của mình trên Mặt Bắc của Eiger trong năm 2007, leo nó trong 3 giờ và 54 phút. Kỷ lục đã được giảm bởi chính Steck xuống còn 2 giờ 47 phút 33 giây vào năm sau.
Vào tháng 5 năm 2008, khi leo Annapurna, ông đã phá vỡ bước lên của mình do một mối đe dọa săn bắn, nhưng tuần tới đã tăng lên để hỗ trợ người leo núi Tây Ban Nha Iñaki Ochoa de Olza, người đã sụp đổ. Sự trợ giúp y tế đã chậm lại và người leo núi Tây Ban Nha đã chết bất chấp sự trợ giúp của Steck. Năm 2008, Steck là người đầu tiên nhận giải Eiger vì thành tích leo núi của mình.
Vào tháng 4 năm 2013, Steck và hai người leo núi khác, Simone Moro và Jonathan Griffith, đã tham gia vào cuộc cãi vả với những người Sherpas địa phương trong khi ở phía tây của đỉnh Everest, nơi đã trở thành sự kiện truyền thông quốc tế.
Vào năm 2014, Steck đã thực hiện solo solo đầu tiên của Annapurna, và giành được giải Piolet d'Or thứ hai. Vào cuối năm 2015, anh đã lập kỷ lục mới cho North Face của Eiger, solo nó trong 2 giờ 22 phút và 50 giây.
Vào tháng 4 năm 2016, Steck và cộng sự leo núi người Đức, David Göttler, đã tìm thấy thi thể của Alex Lowe và người đi dù lượn David Bridges. Năm 1999, cả Lowe lẫn Bridges đều bị giết chết trong một trận tuyết lở trong khi tìm kiếm một tuyến đường lên Shishapangma để tìm đường trượt tuyết đầu tiên.

## Cuộc sống riêng tư và cái chết
Steck là một thợ mộc và sinh sống ở Ringgenberg gần Interlaken, Thụy Sĩ.
Steck mất vào ngày 30 tháng 4 năm 2017 khi cố leo tuyến Hornbein ở sườn tây của Everest mà không có dưỡng khí bổ sung. Tuyến này chỉ có một số người leo qua được, người cuối cùng leo qua vào năm 1991. Kế hoạch của ông là trèo núi Hornbein Couloir lên đỉnh, sau đó tiến hành với một chuyến đi tới đỉnh cao Lhotse, ngọn núi cao thứ tư trên thế giới. Sự kết hợp này đã không đạt được. Trong thời gian chuẩn bị leo lên Nuptse, một đỉnh nhỏ gần Everest, Steck đã rơi khoảng 1000 mét và đã thiệt mạng.

## Giải thưởng
- Giải Eiger 2008 vì thành tích núi Alpe[6]
- 2009 Piolet d'Or for his new route on Tengkampoche north face with Simon Anthamatten[16][17]
- Karl Unterkircher Award 2010 ho sự linh hoạt leo[18][19]
- Piolet d'Or 2014 cho thành tích xuống mặt phía nam Annapurna một mình [20]
- National Geographic Adventurer of the Year 2015[21]